# The Evil Within (film 1970)
The Evil Within è un film del 1970 diretto da Lamberto V. Avellana.

## Trama
L'Interpol segue un uomo grasso da Tokyo a Hong Kong, fino a Manila. Occupandosi degli affari di un impero dell'oppio.